# Loggerhead Key
Loggerhead Key est une île des Keys, archipel des États-Unis d'Amérique situé dans l'océan Atlantique au sud de la péninsule de Floride. Elle relève du parc national des Dry Tortugas.
Le phare des Dry Tortugas, est  érigé sur l'île. Il a été mis en service 1858 et utilisé jusqu'en 2014.